# إدوارد غيتس وايت
إدوارد غيتس وايت (بالإنجليزية: Edward Gates White)‏ هو مغني وموسيقي أمريكي، ولد في 4 أغسطس 1918، وتوفي في 27 ديسمبر 1992.